# Mercy Apondi Obiero
Mercy Apondi Obiero (* 27. August 1978 in Nairobi) ist eine kenianische Gewichtheberin.

## Karriere
Obiero gab ihr internationales Debüt bei den Commonwealth Games 2002 in Manchester. In Manchester konnte sich Obiero nicht platzieren, vier Jahre später bei den Commonwealth Games in Melbourne erreichte sie den 7. Platz in der Klasse bis 63 kg. 2010 in Delhi schloss sie den Wettkampf in der Klasse bis 69 kg als Fünftplatzierte ab. Obiero konnte sich für die Olympischen Sommerspiele 2012 in London qualifizieren und belegte im Wettkampf der Klasse bis 69 kg den 13. Platz.
Obiero ist verheiratet. Ihr älterer Bruder ist der Gewichtheber David Obiero.